# 디미트리 디아첸코
디미트리 디아첸코(Dimitri Diatchenko, 1968년 4월 11일 ~ 2020년 4월 21일)는 미국의 배우, 텔레비전 배우, 영화배우, 성우이다.
샌프란시스코에서 태어났으며 데이토나비치에서 마약 중독으로 사망하였다.

## 영화
- 데얼 워칭 (2016년)
- 클럽하우스 (2013년)
- 컴퍼니 오브 히어로즈 (2013년)
- 체르노빌 다이어리 (2012년) - 우리 역
- 버닝 팜스 (2010년)
- 인디아나 존스: 크리스탈 해골의 왕국 (2008년)
- 미리암 (2006년)
- 천재 클럽 (2006년)
- 잭과 코디, 우리집은 호텔 스위트 룸 (2005년)
- 지. 아이. 제인 (1997년)